# Frank Potter
Frank Jacques Potter (* 12. Juni 1919 in Rose Park, South Australia; † 26. Februar 1978) war ein australischer Politiker der Liberal and Country League und zuletzt der Liberal Party of Australia, der unter anderem zwischen 1959 und 1978 Mitglied des South Australian Legislative Council sowie von 1975 bis 1978 Präsident des Legislativrates war.

## Leben
Frank Jacques Potter absolvierte nach dem Besuch der Glenunga High School in Adelaide ein Studium der Rechtswissenschaften an der University of Adelaide bei Professor Albert James Hannan und nahm nach seiner anwaltlichen Zulassung 1948 eine Tätigkeit als Rechtsanwalt auf.
Am 7. März 1959 wurde er für die Liberal and Country League im Wahlkreis Central District No 2 erstmals zum Mitglied des South Australian Legislative Council gewählt, des Oberhauses des Parlaments von South Australia. Er vertrat diesen Wahlkreis bis zu seinem Tode am 26. Februar 1978, wobei er seit dem 22. Juli 1974 die aus der Liberal and Country League hervorgegangene Liberal Party vertrat. Nach seinem Tode wurde Trevor Griffin am 7. März 1978 auf die dadurch frei gewordene Stelle berufen. Während seiner Parlamentszugehörigkeit war er zwischen dem 12. Juni 1963 und dem 18. Juni 1973 mit kurzen Unterbrechungen Mitglied des Gemeinsamen Ausschusses für nachgeordnete Gesetzgebung (Joint Committee on Subordinate Legislation).
Als Nachfolger seines aus dem Legislativrat ausgeschiedenen Parteifreundes Lyell McEwin übernahm Frank Potter am 5. August 1975 das Amt als Präsident des Legislativrates und bekleidete dieses bis zu seinem Tode am 26. Februar 1978, woraufhin sein Parteifreund Arthur Whyte diesen Posten übernahm.

## Hintergrundliteratur
- Parliament of South Australia: Statistical Record of the Legislature 1836–2007 (Memento vom 11. März 2019 im Internet Archive) (PDF)
- Robert Martin: Responsible Government in South Australia, Band 2, Wakefield Press, 2009, ISBN 978-1-8625-4-8442, S. 83 f. (Onlineversion (Auszug))